# Brogiotto Bianco
 'Brogiotto Bianco' es un cultivar de higuera de tipo higo común Ficus carica unífera , de higos color verde claro con ranuras blancas longitudinales. Se cultiva principalmente en huertos y jardines de la zona costera de la riviera de Liguria.

## Sinonimia
- „Brogiotto Genovese“.[4]
- „Monaco“,[5]
- „Brogiotto Gentile“,
- „Genovese“,

## Historia
Antigua variedad italiana de orígenes remotos. Descrito por Georgio Gallesio en el primer volumen de la "Pomona italiana" a principios del siglo XIX. Gallesio hipotetiza su origen desde Siria a través de las Cruzadas o con el comercio de los genoveses, siendo la higuera más extendida en Génova.
Variedad cultivada desde antiguo especialmente en la zona costera de Liguria donde esta variedad encuentra su hábitat óptimo puede dar lo mejor de sí mismo.
El rendimiento de esta variedad disminuye a medida que su cultivo avanza al interior alejándose de la costa.

## Características
'Brogiotto Bianco' es una higuera del tipo higo común unífera, la higuera es un árbol de porte majestuoso, de hecho, tal vez el más grande entre los higos,
muy productivo y constante en la madurez de los frutos. Las hojas son tri y pentalobuladas
a veces en conjunto.
'Brogiotto Bianco' produce una sola cosecha de higos que maduran más tarde que otras variedades. El tamaño de la fruta es de mediana a grande, en forma de trompo, comprimido hasta la coronilla degradado hacia el pedúnculo, pero casi sin collar. Cáscara delgada, de color verde claro con ranuras blancas longitudinales. Pulpa de color rojo ámbar, exquisito si se cultiva cerca del mar. Maduran desde primeros de septiembre a primeros de octubre hasta finales de noviembre. Es una variedad autofértil que no necesita otras higueras para ser polinizada.

## Cultivo y uso
Esta variedad es resistente a las lluvias. Adecuado para el clima del norte de Italia. Adecuado para consumo fresco y secado.